# حلم الملوك (فلم)
حلم الملوك (بالإنجليزية: A Dream of Kings) هو فيلم درامي رومانسي انتج عام عام 1969 من إخراج دانيال مان وقصة إيان ماكليلان هنتر، المقتبس من رواية تحمل نفس الاسم للكاتب هاري مارك بيتراكيس. وتمثيل أنتوني كوين ، إيرين باباس ، انجر ستيفنز، وسام ليفين. كما كان الفيلم الأول لراداميس بيرا، والأخير لإنغر ستيفنز التي انتحرت بعد شهرين من عرض الفيلم.

## مقالات ذات صلة
- أنتوني كوين
- إيرين باباس

## روابط خارجية
- مقالات تستعمل روابط فنية بلا صلة مع ويكي بيانات